# Landtagswahlkreis Hamm I
Der Landtagswahlkreis Hamm I ist ein Landtagswahlkreis in Nordrhein-Westfalen. Er umfasst sechs der sieben Stadtbezirke der kreisfreien Stadt Hamm. Lediglich Herringen gehört einem anderen Wahlkreis an.
Sein Gebiet besteht seit 2005, es entspricht weitestgehend dem Gebiet von Hamm II, welches von 1980 bis 1995 bestand und Hamm ohne Herringen und Pelkum umfasste. 2000 bildete eine Besonderheit, als sogar zwei Wahlkreise die Stadt Hamm abdeckten.

## 2022
Wahlberechtigt waren 111.589 Einwohner.
| Direktkandidat        | Partei | Erststimmen in % | Zweitstimmen in % |
| --------------------- | ------ | ---------------- | ----------------- |
| Justus Moor           | SPD    | 45,1             | 35,0              |
| Frederik Müller       | CDU    | 30,2             | 34,2              |
| Nelli Foumba Soumaoro | GRÜNE  | 10,1             | 12,2              |
| Ulrich Reuter         | FDP    | 5,0              | 4,5               |
| Sven Kleinemeier      | LINKE  | 2,4              | 2,1               |
| Pierre Jung           | AfD    | 7,1              | 7,1               |
| –                     | Übrige | –                | 4,9               |

## 2017
Wahlberechtigt waren 114.355 Einwohner.
| Direktkandidat                  | Partei  | Erststimmen in % | Zweitstimmen in % |
| ------------------------------- | ------- | ---------------- | ----------------- |
| Marc Herter                     | SPD     | 45,0             | 38,8              |
| Arnd Hillwig                    | CDU     | 33,4             | 30,5              |
| Karsten Weymann                 | GRÜNE   | 3,4              | 4,3               |
| Ulrich Reuter                   | FDP     | 6,3              | 9,3               |
| Martin Kesztyüs                 | Piraten | 1,4              | 0,9               |
| Rolf Kohn                       | LINKE   | 4,2              | 4,3               |
| Nicolai Reza Boudaghi Vandchali | AfD     | 6,3              | 8,2               |
| –                               | Übrige  | –                | 3,7               |

Neben dem Wahlkreisabgeordneten Marc Herter, der den Wahlkreis seit 2010 für die SPD hält, wurde der FDP-Direktkandidat Ulrich Reuter auf Platz 28 der Landesliste seiner Partei in den Landtag gewählt.

## 2012
Wahlberechtigt waren 115.375 Einwohner.
| Direktkandidat  | Partei  | Erststimmen in % | Zweitstimmen in % |
| --------------- | ------- | ---------------- | ----------------- |
| Marc Herter     | SPD     | 50,6             | 46,8              |
| Oskar Burkert   | CDU     | 31,2             | 26,0              |
| Martin Kesztyüs | Piraten | 7,0              | 7,3               |
| Karsten Weymann | GRÜNE   | 5,5              | 7,7               |
| Ulrich Reuter   | FDP     | 3,4              | 6,0               |
| Alisan Sengül   | LINKE   | 2,4              | 2,4               |

## 2010
Wahlberechtigt waren 115.815 Einwohner.
| Direktkandidat   | Partei  | Erststimmen in % | Zweitstimmen in % |
| ---------------- | ------- | ---------------- | ----------------- |
| Marc Herter      | SPD     | 45,0             | 40,5              |
| Oskar Burkert    | CDU     | 37,8             | 34,1              |
| Sonja Bay        | LINKE   | 5,5              | 6,3               |
| Alexander Temme  | GRÜNE   | 5,4              | 8,4               |
| Ludger Dorenkamp | FDP     | 3,0              | 5,0               |
| Burkhard Lensing | Piraten | 1,5              | 1,7               |
| Hans-Jochen Voß  | NPD     | 1,0              | 1,0               |
| Yvonne Busse     | REP     | 0,7              | 0,6               |

## 2005
Wahlberechtigt waren 116.437 Einwohner.
| Direktkandidat       | Partei         | Stimmen in % |
| -------------------- | -------------- | ------------ |
| Oskar Burkert        | CDU            | 43,4         |
| Georg Scholz         | SPD            | 42,7         |
| Karsten Weymann      | GRÜNE          | 4,5          |
| Ralf Marohn          | FDP            | 4,3          |
| Rolf Geschwill       | WASG           | 2,4          |
| Karl-Wilhelm Dickhut | NPD            | 1,2          |
| Stanislaus Kitzia    | REP            | 0,9          |
| Georg Schroeter      | Einzelbewerber | 0,6          |
| Jens Kosay           | ödp            | 0,2          |

## 2000

### Hamm I
Der Wahlkreis umfasste die Stadtteile Herringen, Mitte, Pelkum und Rhynern. Wahlberechtigt waren 67.083 Einwohner.
| Direktkandidat            | Partei         | Stimmen in % |
| ------------------------- | -------------- | ------------ |
| Manfred Hemmer            | SPD            | 47,6         |
| Raymund Schneeweis        | CDU            | 35,3         |
| Klaus Rohde               | FDP            | 8,0          |
| Thomas Lindner            | GRÜNE          | 5,4          |
| Gustav Eggerking          | REP            | 1,7          |
| Belinda Borr              | PBC            | 0,2          |
| Jörg Koller               | PDS            | 1,0          |
| Daniela Tuttlies-Wohlrath | Einzelbewerber | 0,8          |

### Hamm II - Unna IV
Der Wahlkreis umfasste die Stadtbezirke Hamm-Bockum-Hövel, Hamm-Heessen und Hamm-Uentrop sowie die Gemeinde Werne im Kreis Unna. Wahlberechtigt waren 86.093 Einwohner.
| Direktkandidat              | Partei         | Stimmen in % |
| --------------------------- | -------------- | ------------ |
| Georg Scholz                | SPD            | 45,8         |
| Laurenz Meyer               | CDU            | 39,9         |
| Melanie Wilmer              | FDP            | 7,0          |
| Jutta Mir Haschemi-Beckmann | GRÜNE          | 4,5          |
| Elisabeth Henning           | REP            | 1,8          |
| Patric Quos                 | Einzelbewerber | 1,0          |

Werne gehört heute wieder zum Landtagswahlkreis Unna II.